# ديفيد دي
ديفيد دي (بالإيطالية: David Dei)‏ هو لاعب كرة قدم إيطالي في مركز حراسة المرمى، ولد في 20 يناير 1974 في أريتسو في إيطاليا. لعب مع فيورنتينا ونادي أنكونا ونادي إمبولي ونادي بيستويسي ونادي بينيفينتو ونادي تريستينا ونادي كروتوني.